# Leuven
Leuven (IPA: ['lø:vən], kiejtéseⓘ franciául: Louvain, németül: Löwen) flamand város Belgiumban, a Flamand-Brabant tartományban, amelynek egyben fővárosa, közigazgatási és jogi központja is. Lakosainak száma 101 032 fő (2021. január 1.).

## Fekvése
Brüsszeltől 25 km-re keletre fekszik, a Dijle és a Voer folyók partján. Területe 56,63 km².

## Városrészek
A történelmi Leuven a jelenlegi körgyűrűn belül helyezkedett el.
1977. január 1-jén a következő, a várossal egybenőtt településeket csatolták hozzá: Heverlee, Kessel-Lo és Wilsele; továbbá Korbeek-Lo, Haasrode és Wijgmaal egyes részeit is.
| Városrész | Terület (km²) | Népesség (2006. december 31.) | Népsűrűség (fő/km²) |
| --------- | ------------- | ----------------------------- | ------------------- |
| Leuven    | 5,52          | 30 169                        | 5 465               |
| Heverlee  | 21,60         | 21 429                        | 992                 |
| Kessel-Lo | 16,06         | 27 476                        | 1 711               |
| Wijgmaal  | 4,59          | 3 505                         | 764                 |
| Wilsele   | 8,86          | 9 354                         | 1 056               |

Forrás a holland Wikipédia szerint: Leuven város hivatalos adatai

## Története

### Az első települések nyomai
A Leuven környékén talált tűzkő-leletek azt bizonyítják, hogy már i. e. 14. század körül lakott volt a vidék, az első állandó település azonban csak i. e. 3500 körül keletkezett. I. e. 1600 körül a nerviusok és az eburók lakták a környéket, házaikat fából és vályogból építették. Julius Caesar a gall háborúban meghódította a mai Belgium területének déli részeit, és a Leuven városát átszelő Dijle folyó lett a határ az új provincia két közigazgatási egysége, a nyugati Civitas Nerviorum és a keleti Civitas Tungrorum között. Mivel a későbbi katolikus egyházmegyék követték a római közigazgatási egységeket, a város a középkorban két püspökség alá tartozott: a Dijlétől nyugatra eső területek a cambrai-i egyházmegyéhez tartoztak, míg a Dijle keleti partjának a liège-i hercegpüspök volt az ordniáriusa (egyházi elöljárója). A harmadik századi germán törzsek támadásai megtizedelték a város lakosságát.

### A középkorban
Leuven első említése (Luvanium ill. Loven) egy 884-ből (v. 891-ből) származó leírásban található, amely Karintiai Arnulf frank királynak egy viking hadsereg feletti győzelmét örökíti meg. Egy legenda szerint a város vörös-fehér-vörös sávos zászlaja a várost átszelő Dijle folyó véráztatta partjait, és a két part közötti vizet jelképezi ezen csata után. A modern heraldisztika szerint azonban Alsó-Lotaringia színeit tartalmazza, és a 13. századból származik, ahonnan Ausztria zászlaja is ered.
Kedvező földrajzi fekvéséből kifolyólag Leuven a Brabanti Hercegség kereskedelmi központjává vált a 13–14. századok között. A növekedést illusztrálja, hogy a korábbi városfalak által határolt terület szűknek bizonyult, és ezért 1360-ra új falakat emelt a város. Leuvennek a posztógyártásban és -kereskedésben betöltött korábbi szerepét jól bizonyítja az a jó minőségű leuveni posztó, amelyet 14-15. századi szövegek lewynként (vagy: Leuwyn, Levyne, Lewan(e), Lovanium, Louvain) említenek.
A 15. században kezdődött Leuven aranykora, a Leuveni Katolikus Egyetem megalapításával (1425), amelynek a 14. századbeli gótikus posztókereskedő ház egyik felében adott helyet a város. Később, amikor a németalföldi posztókereskedés hanyatlásnak indult, az egyetem kapta meg az egész épületet. A 15. századból származik a jelenlegi Szent Péter templom (a város főtemploma) és a gótikus városháza, valamint a Kerekasztal háza (jelenleg a Belga Nemzeti Bank épülete) is.

### Az újkorban
A 17. században a város hanyatlásnak indult, mely a 18. század közepéig tartott. 1763-ra azonban elkészült a 2,5 m mély, 30 km hosszú Mechelen–Leuven közötti, könnyű uszályokkal hajózható csatorna, amely újabb lendületet adott a város fejlődésének. Ennek következtében felvirágzik a Stella Artois-t a 13. század óta gyártó helyi serfőzde is, a mai InBev sörgyár. Ebben az időszakban egyébként Leuven 52, egyenként kb. 120 embert foglalkoztató serfőzdét számlál.
A francia forradalom hatására (amely 1794-ben érte el a várost) Leuven ismét hanyatlásnak indult. A szerzetesrendek fel lettek oszlatva, a kolostorokat bezárták, az egyetemet először hadisarc fizetésére kötelezték, majd tanárait bezárták, az egyetemet pedig feloszlatták. Megnövekszik a munkanélküliség és bűnözés, a lakosság elszegényedik, az emberek szabadságjogait megnyirbálják. Napóleon 1799-es hatalomra jutása következtében javult csak a helyzet, így 1803-as leuveni látogatásakor szíves fogadtatásban részesült.
Igazi fellendülés azonban csak Belgium 1830-as megalakulása után következett be. Megélénkült az ipar (sörgyárak, textilipar, fémfeldolgozás). 1850-ben már 175 gőzgép működött a városban. Ezzel párhuzamosan rohamszerűen növekedett a népesség: száz év alatt 18 000-ről 42 000-re nőtt a lakosság száma. A megnövekedett, főleg gyári munkásokból álló lakosság azonban szociálisan rossz körülmények között élt: szűk sikátorokban, szegényes házakban és rossz higiéniai körülmények között. Kolera- és tífuszjárványok pusztítottak. Ekkor határozta el a város vezetősége, hogy a várost átszelő két folyót, a Dijlét és a Voert lefedik, továbbá a korábban rendszeresen kiszáradó és megfertőződő kézi kutak helyett ekkor jelentek meg a vízvezetékek. 1835-ben bevezetik az utcai gázvilágítást is.

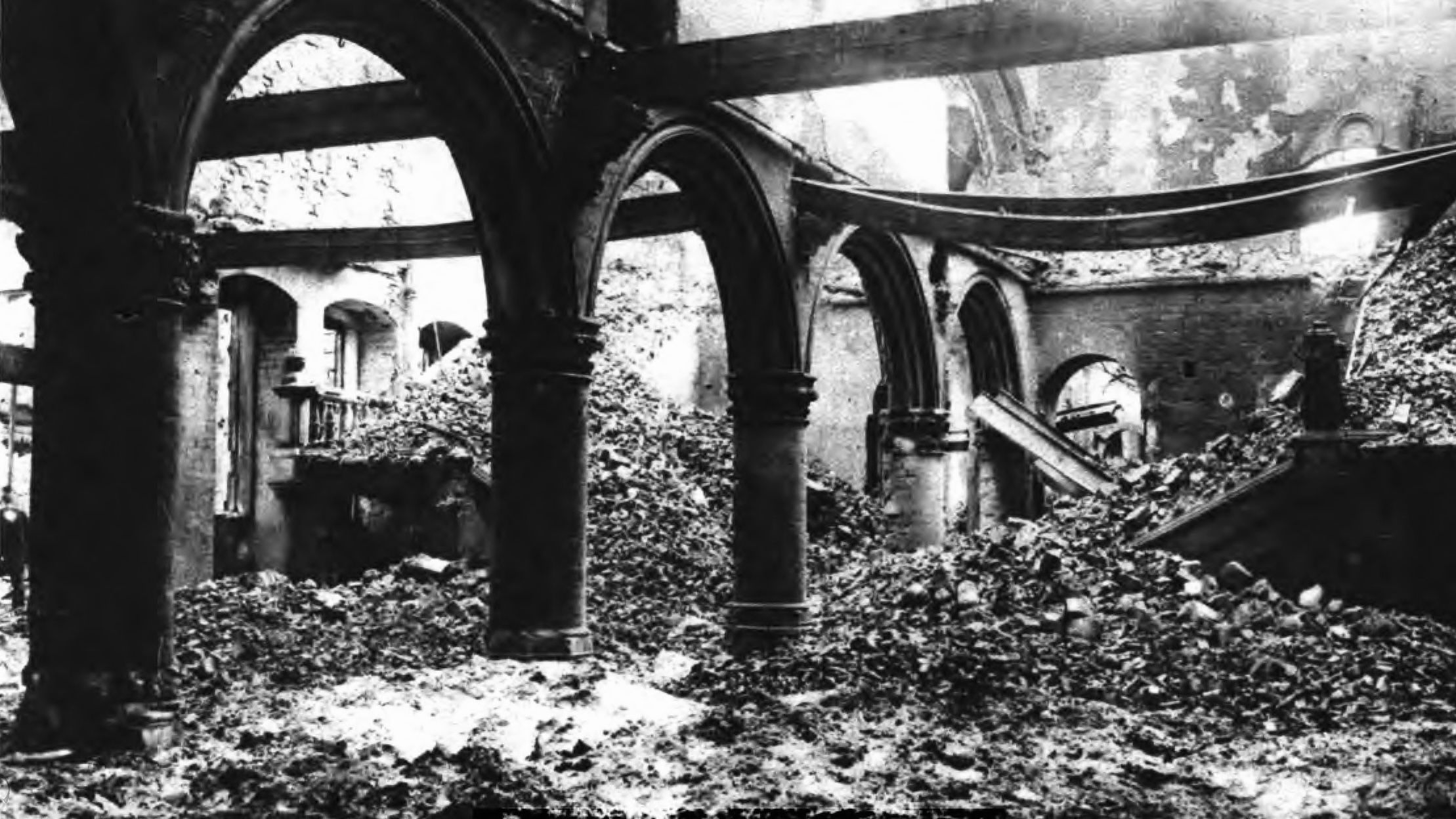
A Leuveni Katolikus Egyetem Könyvtárának romjai 1915-ben

A város 20. századi történelme folyamán mindkét világháborúban súlyos károkat szenvedett, aminek során az Egyetemi könyvtár kétszer is megsemmisült. Az első világháborúban tisztázatlan körülmények között elpusztított könyvtár által kiváltott nemzetközi felháborodásnak köszönhetően a párizsi békeszerződések kártérítésre kötelezték Németországot. Amerikai oktatási intézmények és jótékonysági szervezetek adományaiból új könyvtárépületet emelnek, amit azonban a második világháborúban a németek megint (ezúttal szándékosan) elpusztítottak (1940). Ekkor mintegy 900 000 kötet vált a lángok martalékává, köztük a Leuveni Katolikus Egyetem 1425-ből származó, az első világháború után megszerzett alapító levele is. 1944-ben a várost súlyos bombatalálatok érik, és Szent Péter-templom egy része is teljesen megsemmisül. Az egyetemi könyvtár a háború után újfent amerikai segítséggel épült újjá. A háború utáni rekonstrukciós munkák hosszú időt vettek igénybe, a városházát csak 1982-re sikerül teljesen helyreállítani.

## A város népességének alakulása
- Források: a holland Wikipédia szerint: Leuven város hivatalos adatai és a Belga Statisztikai Hivatal – Megjegyzés: 1806–1970=népszámlálási adatok; 1977-től= a lakosság száma adott év január 1-jén;
- 1977: Heverlee, Kessel-Lo, Wilsele, Wijgmaal, Korbeek-Lo és Haasrode hozzácsatolása

## Az egyetem
Leuven elsősorban katolikus egyeteméről ismert (K.U.Leuven), amely a Németalföld legősibb egyeteme, és a világ egyik legszínvonalasabb felsőoktatási intézménye.
Leuven ad otthont a Vleriknek is, mely egy jó hírű üzleti egyetem.

## Gazdaság
Leuvenben székel az InBev sörgyár (többek között a Stella Artois sör gyártója).

## Leuvenhez kapcsolódó híres emberek
- I. Leuveni Gottfried (1063 körül – 1139), brabanti őrgróf és alsó-lotaringiai herceg
- Ifjabb II. Leuveni Gottfried (1107 – 1142), brabanti őrgróf és alsó-lotaringiai herceg
- Bátor III. Leuveni Gottfried (1140 körül – 1190), brabanti őrgróf és alsó-lotaringiai herceg
- Leuveni Albert (1165 körül – 1192), liègei püspök
- Leuveni Arnulf, (1200 körül – 1250 körül), költő, cisztercita apát
- Brabanti Mária francia királyné, (1254–1321) francia királyné
- Dieric Bouts (1410 körül – 1475), flamand festő
- Rudolf Agricola (1443–1485), humanista
- VI. Adorján pápa (1459–1523)
- Quentin Massys (1466 körül – 1530), flamand festő
- Rotterdami Erasmus (1466–1536), humanista
- Juan Luis Vives (1492–1540), humanista
- Gerardus Mercator (1512–1594), földrajztudós és térképész
- Vesalius (1514–1564), humanista orvos
- Rembert Dodoens (1517–1585), botanikus
- Jan Baptist Zangrius, (? – 1606) rézmetsző, kiadó, nyomdász és könyvkereskedő
- Bellarmin Szent Róbert (1542–1621), teológus, az ellenreformáció kiemelkedő alakja
- Justus Lipsius (1547–1606), humanista
- Leonardus Lessius (1554–1623), jezsuita
- Erycius Puteanus (1574–1646), humanista és filológus
- Cornelius Jansen (1585–1638), a Janzenizmus alapítója
- Edmund Husserl (1859–1938), filozófus
- Jozef Cardijn (1882–1967), belga bíboros
- Georges Lemaître (1894–1966), csillagász, Ősrobbanás-elmélet megalkotója
- Habsburg Ottó, (1912–2011) politikus, közíró, az utolsó Habsburg-trónörökös
- Christian de Duve (1917–), biológus, Fiziológiai és orvostudományi Nobel-díj, 1974
- Leo Tindemans (1922–), belga kereszténydemokrata politikus és volt miniszterelnök
- Muzslay István (1923–2007), jezsuita, közgazdász, a Collegium Hungaricum volt igazgatója
- Gustavo Gutierrez (1928–), perui teológus, a felszabadítási teológia megalapozója
- Lámfalussy Sándor (1929–2015), jegybankár, tőkepiaci szakértő, az euró "atyja".
- Mark Eyskens (1933–), közgazdász, kereszténydemokrata politikus, volt belga miniszterelnök
- Louis Tobback, belga szocialista politikus, Leuven polgármestere
- Charles Ducal (1952–), flamand író és költő
- Arthur De Greef (1862–1940) belga zeneszerző és zongoraművész
- Andreas Felix von Oefele (1706–1780) német történész, teológus és könyvtáros

## Magyar vonatkozások
Magyarok számára az Ómagyar Mária-siralom miatt nevezetes a város, hiszen az első világháborút követően ide került az a kódex, amiben rábukkantak első verses nyelvemlékünkre.
A városban 1948 óta működik a Collegium Hungaricum, amely sokáig Muzslay István vezetése alatt állt, jelenleg pedig a Pázmány Péter Katolikus Egyetem kezelésében van. Tapasztalatok szerint a világ biciklisták által legsűrűbben lakott városa.

## Látnivalók
- Városháza
- Nagy Beguinage
- Kis Beguinage
- Ab Inbev sörgyár
- Oude Markt
- Egyetemi könyvtár
- Szent Péter templom
- Aarenbergi kastély
- Botanikus kert
- Leuvense Fonske c. szobor

### Fényképek

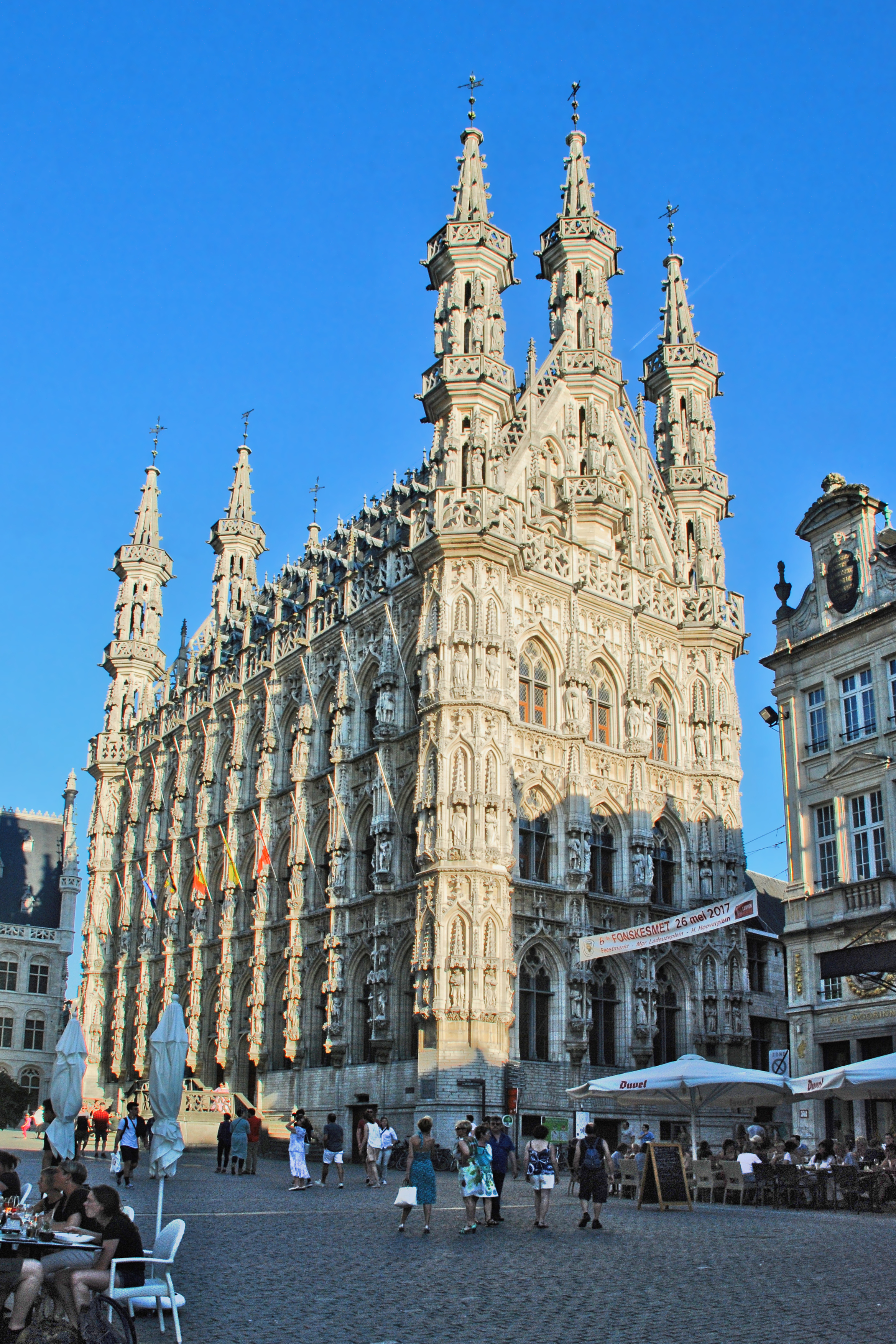
A gótikus városháza
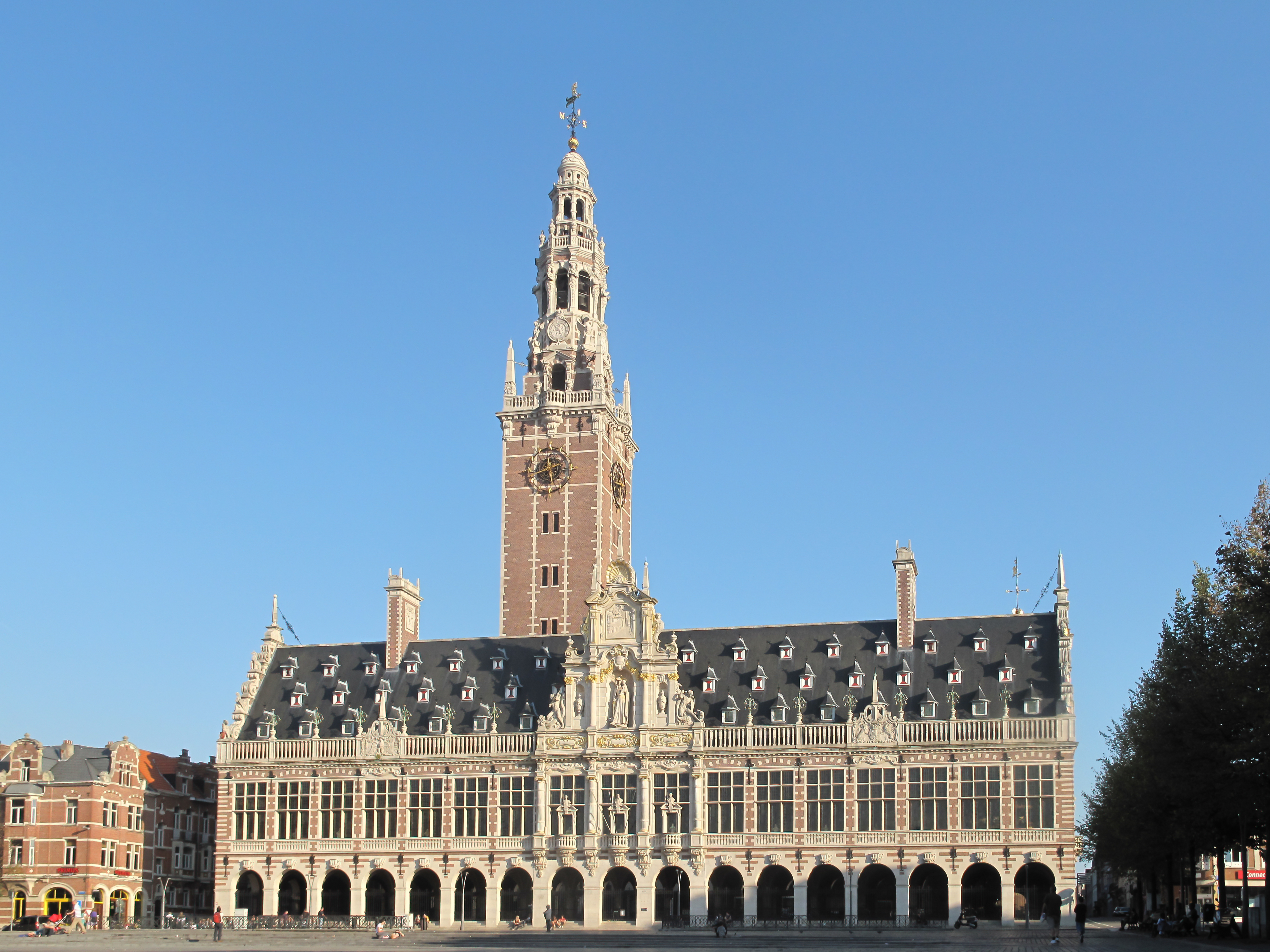
Az Egyetemi Könyvtár
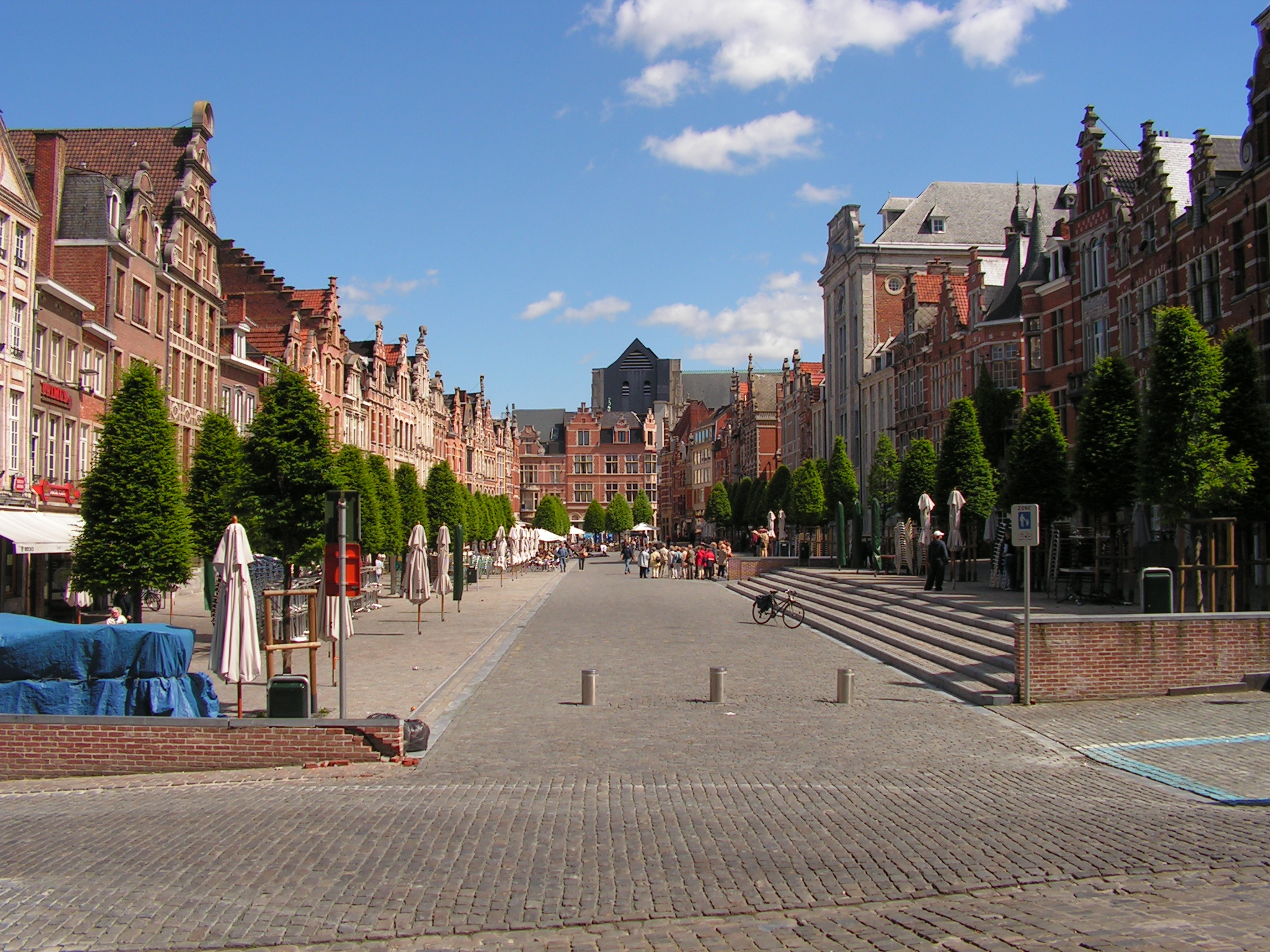
A Régi piactér nappal
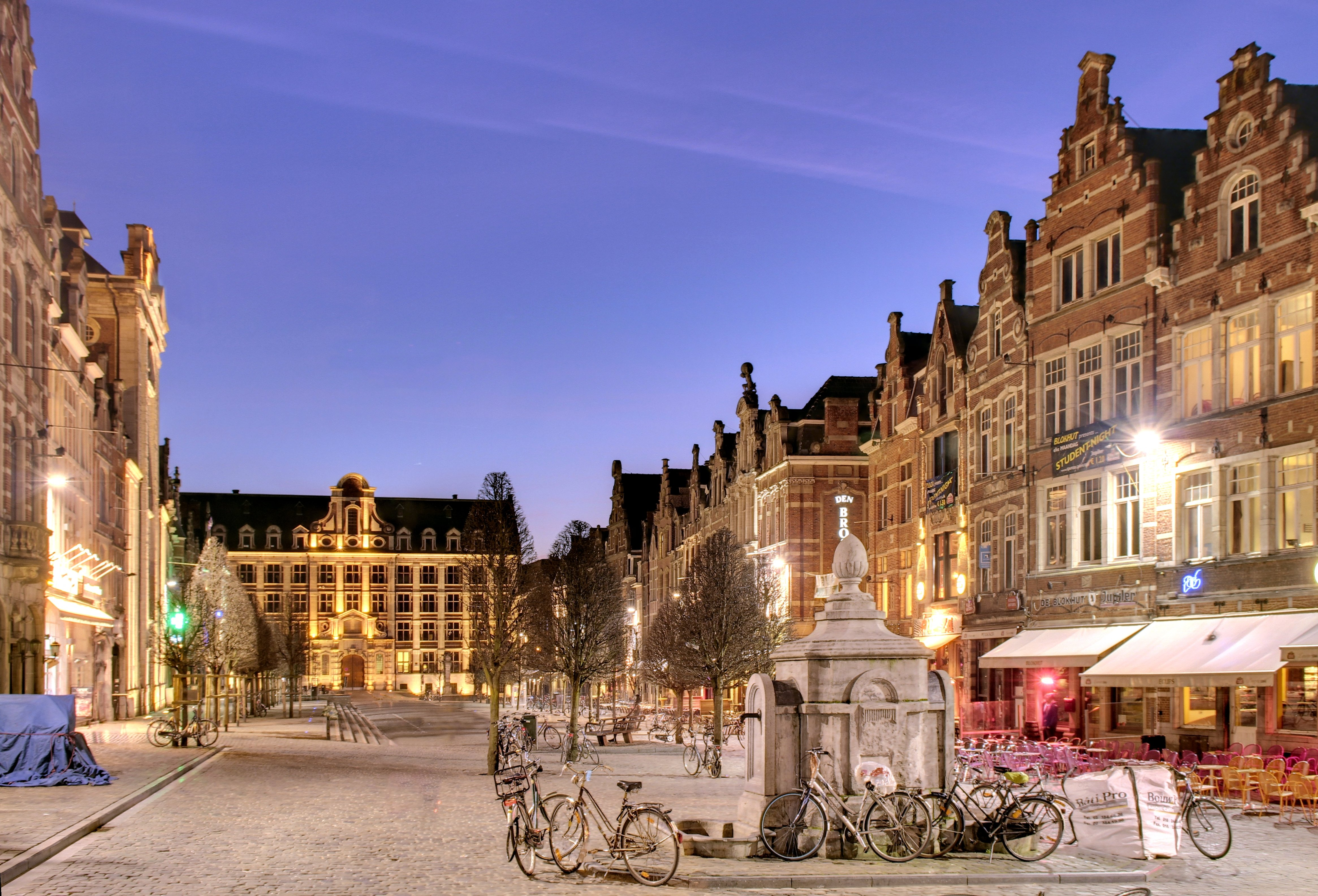
A Régi piactér éjjel
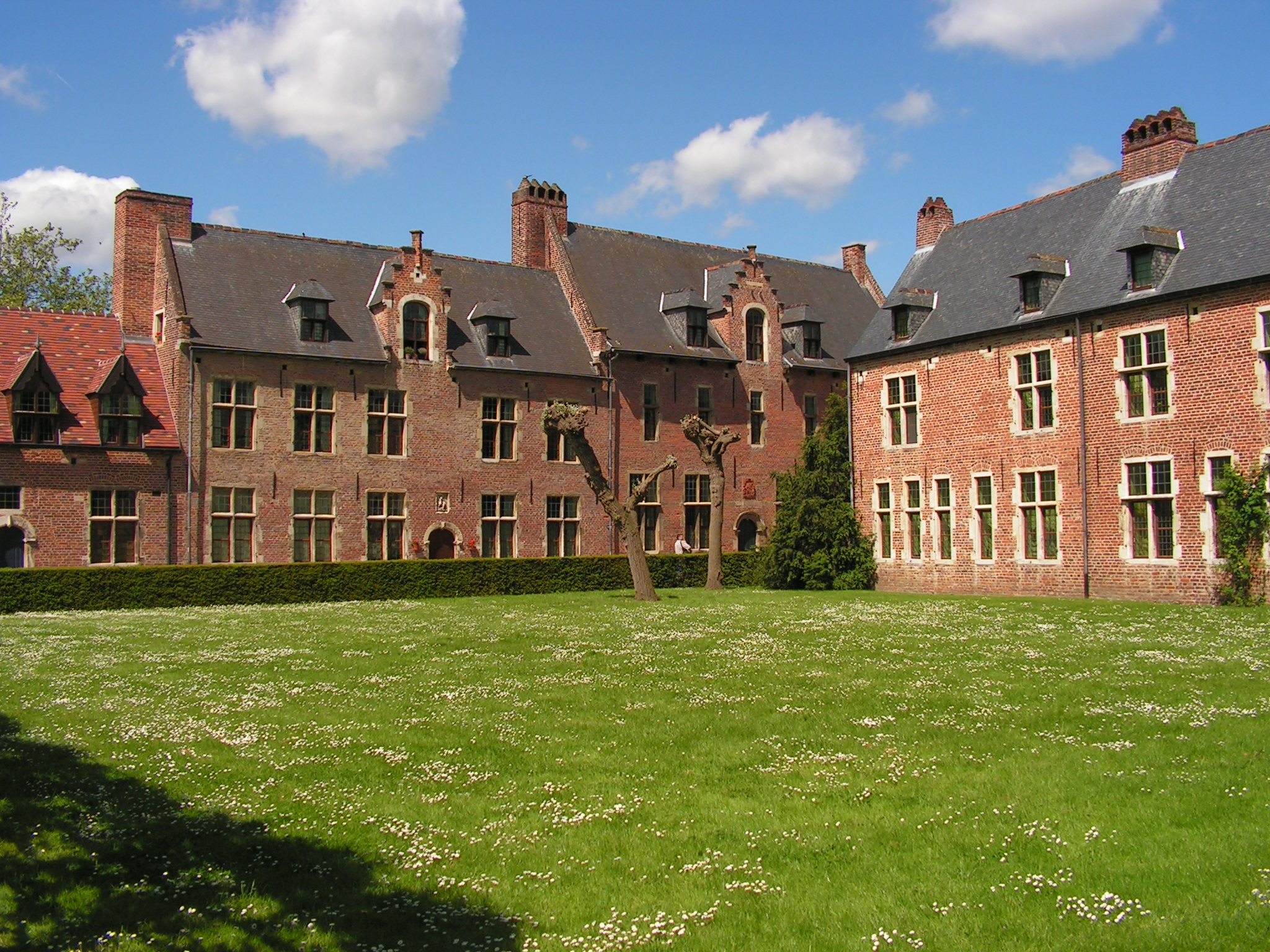
A Nagy Beginaudvar
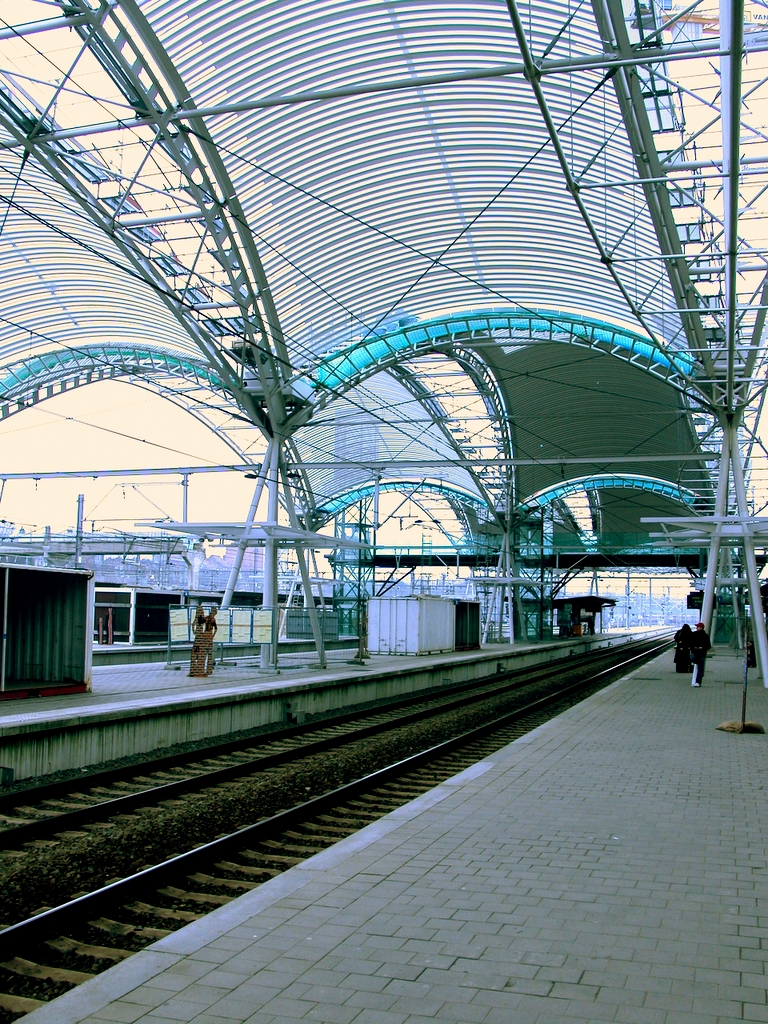
Vasútállomás
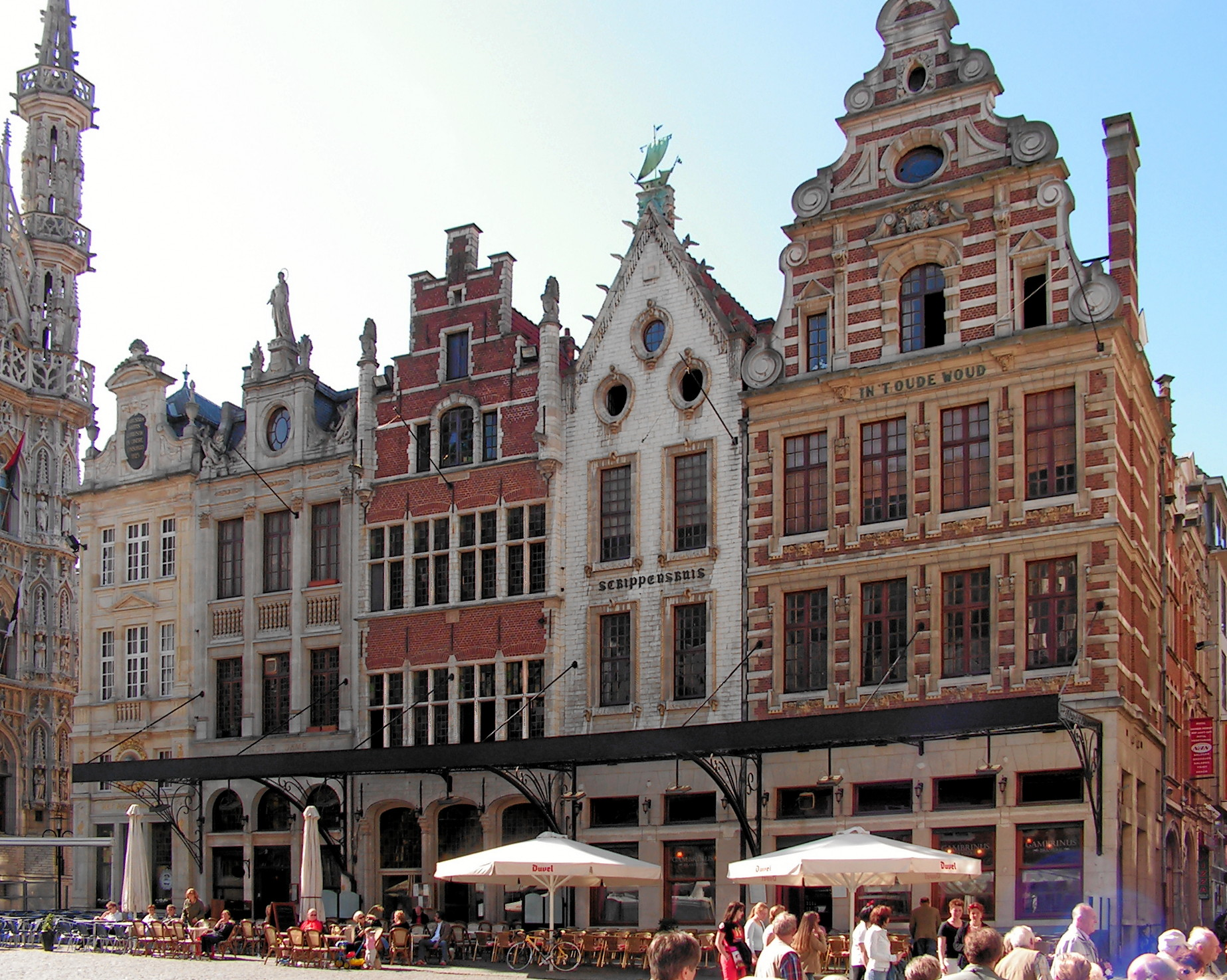
A Nagypiac
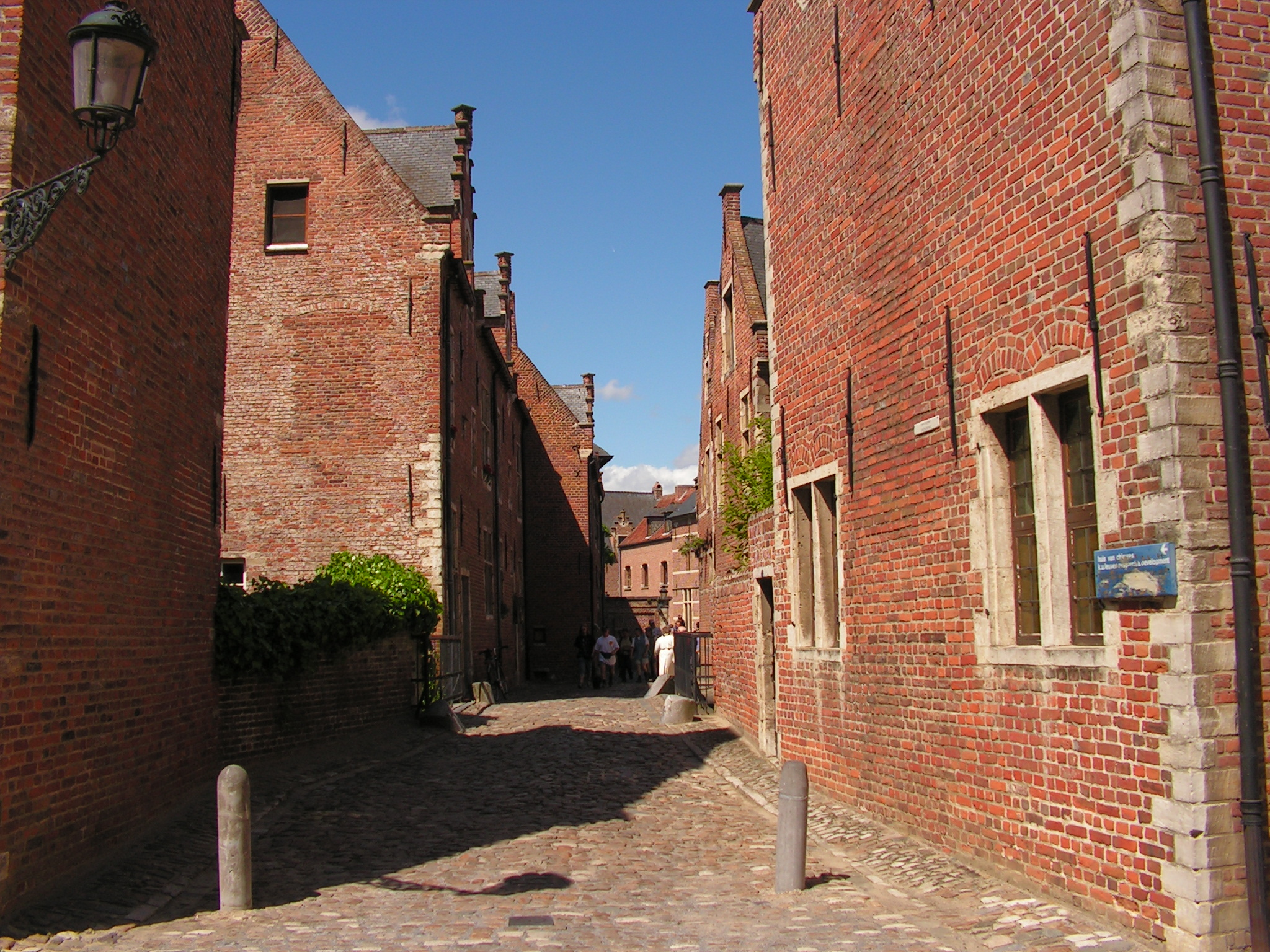
A Nagy Beginaudvar

## Testvérvárosai és partnervárosai
Testvérvárosok:
- Krakkó, Lengyelország
- Lüdenscheid, Németország
- Rennes, Franciaország
- ’s-Hertogenbosch, Hollandia

Partnervárosok:
- Stellenbosch, Dél-Afrika
- Tajnan, Tajvan

Ezek mellett a hivatalos testvérvárosok mellett különböző, más országokban lévő településekkel is kapcsolatot tart fenn a város.
1989 óta az erdélyi Keresztényszigetet „fogadta örökbe” Leuven városa, amelynek rendszeres anyagi és egyéb támogatást nyújtanak.